# ロラン・セアック
ロラン・セアック（Rolan Cehack）は、テレビアニメ『∀ガンダム』に登場する架空の人物で、同作品の主人公である。担当声優は朴璐美。

## 人物
正暦2328年11月2日生。中性的な顔立ちに浅黒い肌、セミロングの銀髪、エメラルド色の瞳を持つ神秘的な雰囲気を纏う少年である。ムーンレィス（月面居住者）であるが文明の遅れた地球人を軽蔑することなく、互いの平和と共存を模索していく真摯な性格。
心優しく温和で、敵味方問わずに好感を持たれている（グエン・サード・ラインフォードからは、同性愛じみた好意すら抱かれているふしがあった）。遺伝的に体が弱く、前述の身体的特徴はその表れであるというが、地球で鉱夫として肉体労働するうちにかなり体力がついた。
月出身でありながら地球側に所属し、積極的には戦闘に関わろうとしなかったため優柔不断な性格と捉えられがちで、実際双方から責められることもあったが、「人の命を大事にせず、戦争を望む者となら誰が相手でも戦う」との確固たる信念を持ち続けた、芯の強さを秘める。また「やる時はやる（メシェー・クン談）」との通り、いざとなると思い切りのいい決断を下すことができる。
モビルスーツの操作技術に関しては話が進むにつれ成長して行き、ムーンレィスのエース級パイロットとも互角以上に戦った。使いようによっては地球を破滅させることさえ可能な∀ガンダムだが、基本的には敵パイロットを殺傷させず戦闘能力を奪うことを目的とし、主にビームサーベルでの局所破壊やビームライフルによる狙撃、武器を使わない格闘戦による制止に留めていた。劇中ではっきりと相手を死亡させたような描写は、対マヒロー戦でビームライフルを直撃させてしまい「当たった！？」と困惑するシーンや、対ズサン戦でミサイルを使い撃墜させた時に見られた程度である。これはディアナ・カウンターやギンガナム軍と大規模な戦闘を繰り広げていないことにも起因する。ガンダムシリーズを通して禁忌の兵器とされている核を使い、数多くの人を救うことにも成功し、さらには月の宮殿を守るために月光蝶をも利用している。
また、劇中では∀ガンダムの両手から背中を橋代わりにさせたり、胸部サイロに牛を格納し運んだり、手首を洗濯機・放熱時の送風を乾燥機代わりにしたりと、兵器であるモビルスーツを作業機械として、真の平和利用のために多用していることからも性格と信念がうかがえる。

## 経歴

### 出自
冷凍睡眠から覚醒させられた人間のため、両親の身元をはじめとしてロランの出自は明らかではない。先述の生年月日も同様で、本当に17歳なのかは定かではない。生みの親ではなく、運河人と呼ばれる下層階級の間で育てられて成長した。唯一の親との接点であるらしいブリキの金魚の「メリー」を肌身離さず持ち歩き、童謡の『メリーさんの羊』をよく口ずさんでいる。
このほか小説・漫画と、メディアによってその出自は微妙に異なる。
- 佐藤茂の小説『∀ガンダム』では、下層階級出身ということで技術者である両親との血縁はなく、ブリキの人形に関しても、父親が気まぐれに露店で見つけて購入した物で、ロランにとっては家族の思い出の象徴となっている。
- 福井晴敏の小説『月に繭地には果実』では、キース・レジェと同じ孤児院で育った孤児であり、ブリキの人形は捨てられた際に持たされていたものとなっている。
- あきまんの漫画『∀ガンダム 月の風』においては、父親タムプーヤ・セアックはかつてユニバーシティの教授職も勤めた黒歴史の専門家（考古物理学者）で、発掘のために放浪生活を送っているのを見かねた叔父夫婦に引き取られて育てられたという経歴を持つ。

なお、企画当初は地球人だったが、千葉克彦と星山博之が「ロランは地球人にしない方がいい」と意見を出し、ムーンレィスとなった。
設定考証を担当した森田繁によると、ムーンレィス中では最下層の階級に属し、一番危険な仕事に従事する人間の1人であり、運河人の働く環境が多量の宇宙線や放射線を浴びる関係から、遺伝子操作で被ばくに強い黒っぽい肌の色になっているという設定が自然とできあがった。しかし、当時から放射線の描写はセンシティブな事柄であったため、作中では一切触れないことになったという。森田は「よくロランは黒人みたいに言われますけど、対放射線人種なんです」と明言している。

### 地球へ
月の運河で漁をして暮らす下層階級「運河人」であったが、体質が遺伝的に弱く漁をして生活し続けていくことは難しいとされた。中学卒業後、月の女王ディアナ・ソレルによって地球帰還計画が立案されると、それに先行して地球の社会を調査するという任務のため、2年間地球に潜入しその後は自由となる条件付で献体が募集されたため、ロランはこれに志願して訓練の末地球に降り立つことになった。献体になった理由を「メリーさんを地球の川で泳がせたかったから」と述べている。このときは月のモビルスーツ「フラット」に搭乗しての降下だった。降下後、同乗していたフラン・ドールやキースと別れ、コヨーテに襲われている所を飛行艇に乗ったグエン・サード・ラインフォードに助けられ、川で溺れているところを偶然鉱山主ハイム家の姉妹に救われ、ロランは身分を隠してアメリア大陸イングレッサの鉱山労働者として雇われた。
2年後、機械に強いことを見込まれ、ハイム家の使用人兼運転手として仕えるようになった。この生活の中で、ロランはイングレッサの男として認められ、地球や地球の人々に深い愛着を抱くようになる。そうした中で月の市民軍ディアナ・カウンターによる地球侵攻が開始された。折しもマウンテン・サイクルで成人式に参加していたロランは、巨大な像の中から蘇ったモビルスーツ「∀ガンダム」に乗り込むことになる。

### ミリシャとともに戦う
巨大なモビルスーツを用いるディアナ・カウンターに対して、地球側の戦力は各地方領主の持つ軍隊（ミリシャ）で、その装備はプロペラ戦闘機が最新鋭というレベルであった。まったく抗することのできない地球人を相手に一方的な侵攻を続けるディアナ・カウンターに対してロランは反感を抱き、∀ガンダムを操縦してイングレッサ・ミリシャに協力した。イングレッサ領主グエン・サード・ラインフォードの意向で、表向きには女性パイロット「ローラ・ローラ」（Laura Rolla）として公表され、「地球にはモビルスーツに乗る勇敢な女性がいる」、また「女性でも扱うことができ、なおかつ月側とも対等に戦える優秀なモビルスーツがある」といったプロパガンダ的にその存在を利用された。このため公の場では女装した状態で出席させられている。もともと華奢で中性的な顔立ちのためか、事実を知らぬ者にとっては違和感がなかった。
仲間以外誰にもムーンレィスであることに気づかれなかったが、あるいざこざで感情を抑えきれなくなり、ムーンレィスであることを告白してしまう。しかしそれにより周囲と決定的に関係が変わることはなく、地球側に所属して戦い続けた。
ディアナ・カウンターのラルファ・ゼノアが核爆弾を掘り当て、核爆発を目の当たりにし核爆弾を処分するよう託される。やがて一時的な休戦となり、グエンが月へ赴いて和平交渉を行うこととなり、核爆弾を捨てるチャンスと思いロランもこれに従って月へ向かった。しかし月では、メンテナー家の反乱、黒歴史の開放、そしてギム・ギンガナムの蜂起などといった混乱が待っていた。そして黒歴史の技術力に魅入られたグエンがギム・ギンガナムと組むに至って、女王ディアナ・ソレルは地球への親征を開始する。劇中、グエンはロランに対して公私共に自分のものになるよう画策していたが、恩は感じていたが受け入れることはしなかった。ロランはディアナに従って、今度はグエンらを止めるために再び地球へ向かうのだった。そしてその間、仕えていたハイム家の次女、ソシエ・ハイムに想いを寄せられるのだが、それに応えたとはっきり判るような明確な描写（映像）については、ラストのキスシーン以外では描かれていない。
なお、小説『月に繭 地には果実』では、ウィルゲムで宇宙に上がった後、ニュータイプの資質を急激に開花させている。

### 戦いのその後
地球で行われたディアナ・カウンターとギンガナム軍との戦いの中で、ロランの∀ガンダムはギム・ギンガナム操るターンXと対峙。激戦の末、∀ガンダムが中破しつつもターンXを大破させ、その後ギンガナムと刀での戦いに挑むも、ギンガナムは両機の形作った繭に取り込まれた。その後、平和の戻った地球で、ディアナは隠棲することを決め、ロランはハイム家の娘ソシエとの愛を振り切って（ロランはソシエとキスをしていた為、彼女とは暫しの別れだと解釈する事も出来る）ディアナに従った。
小説『月に繭 地には果実』では、カイラス・ギリから発射されたビームを∀ガンダムで受け止めた後、コア・ファイターで地球に降下し、流浪の旅の末にソシエと再会。互いの想いを確かめ合った後、ソシエと結婚する。また、佐藤茂の小説版も、戦闘で一度行方不明となった後、ソシエに再会している。
ときた洸一の漫画『∀ガンダム』では、ギンガナムとの戦いの後、風の便りではディアナの側で暮らしているだろうと語られているのみで、ディアナとの関係やその後の事は描かれていない。
曽我篤士の漫画『∀ガンダム』では、ギンガナムのターンXとの大気圏突入時での戦闘後、コア・ファイターで地球に降下し、行方不明となっている（ただし、おそらく生きているだろうと思われる表現はされている）。

## 声優
ガンダムシリーズの主人公において男役として女性の声優を起用した初の作品である。その後長く同例はなく、2013年に至り『ガンダムビルドファイターズ』のイオリ・セイ役を小松未可子が演じたのが2例目となった。
朴の起用については、『∀ガンダム』の富野由悠季総監督が『∀ガンダム』劇場版公開時の舞台挨拶で内幕を語っている。
富野が『∀ガンダム』の企画を考え始めた1997年頃、演劇集団 円が伊豆の土肥で行っている「菜の花舞台」を観に行った。ここで朴の演技を見た際、富野が抱いていた主人公のロランのイメージに彼女の声はぴったりだと思い、彼女の声優としての適性を見る意味も含め、翌年の『ブレンパワード』でカナン・ギモス役として起用した。
オーディションの時、朴はヒロイン役を受けにいったが、どういうわけかロランの台詞も読まされたと言う。少年役を演じたのはこのオーディションが初めての経験だと語っていた。ところが収録が始まる1週間前に「ロラン役に決まった」という連絡がきたという。
『ブレンパワード』の時は毎週現場に行くのが楽しかったのに対して、『∀ガンダム』の現場では、戸惑いの様なものがあったと言う。多分それは、初めての少年役ということが大きかったと語っている。理由はお芝居は真実を映し出すもののはずなのに、朴とは性別が違う「少年」と言うフィルターをかけて演じなければならない。その状況で朴は本当に嘘をつく事無く演じられているのだろうか、それがとても怖くて辛かったと語っている。他に普段出さないような、叫び声を上げなれればいけないシーンも多く、声帯が疲労して、台詞の途中で声が裏返ってしまった事もあり、朴自身の不甲斐無さに落ち込む毎日だったと語っている。そんな、辛さと不甲斐無さで落ち込んでいた時、監督・富野が、朴に声をかけてくれ「朴璐美が喋ればそれがどんな声であろうと、ロランなんだ」その一言で救われたと言う。監督は人の心を見透かす方なので、朴自身の葛藤を見抜いたかもしれない。こんな素晴らしい作品にデビューし、少年役を演じさせた事を本当に貴重な経験だったと語っている。

## 主な搭乗機
- FRAT-L06D フラット
- WD-M01 ∀ガンダム
- MRC-F20スモー・ゴールドタイプ
- ギャロップ

## 関連商品
- 株式会社バンダイ バンダイMSセレクション11 ∀ガンダム
  - ∀ガンダムWebのキャラクター紹介と同じ普段着[1]姿で登場。ロラン・セアック、ソシエ・ハイム、∀ガンダム、フラット、ウォドム とセットのガシャポンフィギュアである。
- 「エクセレントモデル RAHDX ガンダム・アーカイブス サイド1 RAHDX G.A.02 ロラン・セアック」
  - メガハウスより発売のフィギュア。

## ゲーム作品
- ガンダム無双へは初期から登場し、オリジナルモードではエマ・シーン、プルツーとトリオを組む。当初は前述した性格から争いを避けようとするが、結果的に仲間を危機に晒してしまったことから「戦闘を通じて戦いを終わらせる」と覚悟を決めて戦場に立つなどの成長が描かれている。
- 機動戦士ガンダム EXTREME VS.、機動戦士ガンダム EXTREME VS. FULL BOOST 、機動戦士ガンダム EXTREME VS.-FORCE 
  - CVは朴が担当[9]。これ以降の作品のCVの記述はない[10][11]。

## 評価
『愛と戦いのロボット 完全保存版』で発表されたアンケート「みんなで選ぶロボットアニメーションベスト100」では、「一番カッコイイヒーローは？」で第33位にランクインした。